# Berrien
 Berrien  es una población y comuna francesa, situada en la región de Bretaña, departamento de Finisterre, en el distrito de Châteaulin y cantón de Huelgoat.

## Demografía
| 1331 | 1179 | 1069 | 1018 | 1005 | 940 |
| Para los censos de 1962 a 1999 la población legal corresponde a la población sin duplicidades (Fuente: INSEE [Consultar]) |      |      |      |      |     |